# USS Reprisal (CV-35)
USS Reprisal (CV-35) je bila druga ladja Vojne mornarice ZDA s tem imenom ter nikoli dokončana letalonosilka razreda letalonosilk ticonderoga. 
Gradnja se je začela 1. julija 1944 v ladjedelnici New York Naval Shipyard (New York). 12. avgusta 1945 je bilo preklicano naročilo, čeprav je bila dokončana že polovica ladje.
1946 so splovili ladjo brez ceremonij in jo uporabili v zalivu Chesapeake kot prizorišče različnih eksperimentov; med drugim tudi z eksplozivi. Januarja 1949 je inšpekcija izdala mnenje, da se ladjo lahko dokonča, toda ta načrt je bil opuščen in 2. avgusta 1949 so jo prodali za staro železo. 
Kljub temu se je USS Reprisal (CV-35) prikazala v televizijski seriji JAG, kot bi bila v aktivni uporabi leta 1997. Njeno vlogo je odigrala letalonosilka USS Forrestal (CV-59).